# 小里頼永

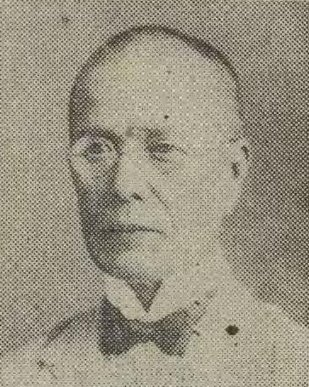
小里頼永

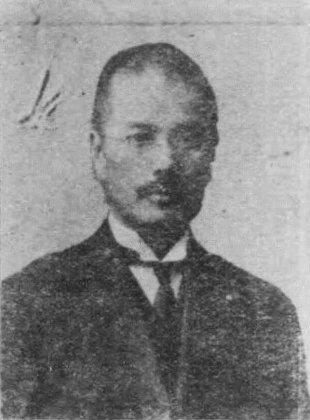
小里頼永

小里 頼永（おり よりなが、安政2年5月1日（1855年6月14日） - 昭和16年（1941年）7月3日）は、長野県松本市出身の政治家。衆議院議員（自由党）、北海道空知支庁長、初代松本市長。号は雪洲、市隠。

## 経歴
松本藩士小里新五兵衛頼命の長男として江戸呉服橋の松本藩邸（松平丹波守の上屋敷。現在跡地は東京駅構内）で生まれる。9歳の時に松本に帰り、藩校崇教館で漢学を学んだ。廃藩置県後は開智学校英学課に学び、1875年（明治8年）8月30日、筑摩県師範学校を卒業。卒業後は筑摩県、のちに山梨県で訓導（小学校教員）を務めた。1878年（明治11年）3月27日、教職を辞する。自由民権運動が盛んになると、1879年（明治12年）に「要新聞」を発刊して自由民権を説いた。1881年（明治14年）6月18日、松本に帰って江橋厚ら約50名の同志と信陽改進党を組織して幹事長となり、松本日日新聞を発行した。町会議員のかたわら、1884年（明治17年）6月28日に長野県会議員に当選。県会議員として南信地方の分県や県庁の松本移庁を唱えた。
1890年（明治23年）7月1日、第1回衆議院議員総選挙に出馬して当選を果たした。1891年（明治24年）12月25日の衆議院解散まで1期1年半という短い期間であったが衆議院議員を務めた。第一回の衆議院議員選挙が行われたとき小里は上京中であったが、その留守中を当時の松本町長菅谷司馬が無断で有志とはかり小里を候補者に選び定員二名の長野第四区で769票の最高点で当選させ、小里は自分の知らない間に第一回の衆議院議員に選ばれた。なお、定員二名のうち二人目の当選者は江橋厚である。翌年議会が解散されるや自由党の小里頼永は政府の選挙干渉もあり落選した。
1898年（明治31年）9月1日、北海道空知支庁長に任命されたが内閣（第1次大隈内閣）の更迭で同年11月29日免職となり在任期間はわずか三ヶ月であった。
1902年（明治35年）7月、松本町長に就任。1907年（明治40年）5月1日に市制が施行されると引き続き市長を務め（同年7月27日裁可）、1937年（昭和12年）8月に退職するまで7期30年の長きにわたって在任し「国宝市長」と呼ばれた。在職中に篠ノ井線の建設、歩兵第50連隊の誘致、松本高等学校、日本銀行松本支店の誘致などに尽力した。頼永の遺した「小里家文書」には、菊池寛からの手紙なども残る。
雪洲または市隠と号して書道への造詣も深かった。1914年（大正3年）10月小穴喜一の斡旋により、松本市内の有志井口亮一、青沼尚、市川文吾、石川源司、三村壽八郎、牧伊三郎、志賀正人、藤岡龜三郎、川船水棹、井澤美喜三郎、武野光江、胡桃澤岩雄等約20人で書道研究のため「文硯会」なるものを組織し、社交クラブ又は浅間温泉に集まって、雑読「書苑」を基本として各派の書道につき研究し、時としては吉原古城、窪田松門等を招聘するなどした。

## 係累
妻は東京女子高等師範学校を卒業した要（よう）で、前夫との子に三津木春影がおり、小里との間には二男二女を儲けたあと病死、後妻にさわが入った。長女の小里頼子は「北町品子」の筆名で若山牧水門下の女流歌人として活躍、次女の小里文子(1905年 - 1938年)は、石井桃子の自伝的小説に登場する親友「大津蕗子」のモデルで、松本高等女学校を経て、日本女子大学を卒業し、文藝春秋社の編集者となったが夭逝した。　